# 美少女戰士Sailor Stars
《美少女戰士Sailor Stars》（美少女戦士セーラームーンセーラースターズ）是1996年3月9日到1997年2月8日播放的日本動畫作品。

## 概要
本作品是接續第四作《美少女戰士SuperS》的續作，是美少女戰士系列的第五部（也是最後一部）作品。

## 故事簡介
承第四部劇情，嘉拉西亞喚醒以及解除了美少女戰士們對納莉尼亞女王在最終決戰時的封印，並煽動她的仇恨情绪，讓她向水手服戰士們進行報復。納莉尼亞女王以阿兔作為目標，對她施加詛咒，企圖把她殺害並抹去豆釘兔的存在。水手服戰士們進入納莉尼亞女王的夢魘維度裡阻止她的計劃。最終阿兔憐憫納莉尼亞女王的困境，並透過激活自己永恆Sailor Moon的最終形態，以擺脫其消極性，最後納莉尼亞回到童年時代以實現她的真正夢想。然而，嘉拉西亞引發納莉尼亞女王事件的真正目的是為了奪取美少女戰士們的星球種子，而且她不要有部份的星球種子是未成熟的，必須要製造能使星球種子成長的環境。
在這些事件後不久，地場衛遠赴美國升學，而月野兔等女孩們升讀高中，豆釘兔也跟小貓戴安娜一起返回未來。此時，由嘉拉西亞率領的一群稱為「銀河之影」的敵人 — 不斷的奪取人類的星宿種子（也即是人類的生命力量）。阿兔得到偽裝成為偶像三人組合的星光戰士協助，原來星光戰士正尋找所屬星球的統治者—火球公主。還有一個除了「小小」以外無法說出任何東西的小女孩小小，她出現並開始跟著阿兔生活。
嘉拉西亞的過去終於被揭曉，原來於遠古時代，她跟水手卡俄斯這惡意源頭交戰，結果卡奧斯被封印於她的體內。由於無法抵抗水手卡奧斯的影響，她把自己的星宿種子從她的身體中分離出來，並以小小的形態存在。嘉拉西亞不斷盜取阿兔同伴們的星宿種子，導致她們相繼死亡，這包括在抵達美國升學前的地場衛。小小幻化成為密封之劍並敦促阿兔殺掉嘉拉西亞。然而，阿兔反而利用自己的銀水晶來釋放被水手卡奧斯佔據的嘉拉西亞，嘉拉西亞恢復意志後將所有星宿種子復活。隨著所有事情都恢復正常，阿兔與阿衛在滿月下互吻。

## 主要登場角色
- 月野兔
- 水野亞美
- 火野麗
- 木野真琴
- 愛野美奈子
- 天王遙
- 海王滿
- 冥王雪奈
- 土萌螢
- 星野光
- 大氣光
- 夜天光
- 火球公主
- 小兔子
- 地場衛
- 嘉拉西亞[錨點失效]
- 水手卡俄斯[錨點失效]
- 美少女戰士主要角色列表

## 工作人員
| 原作              | 武內直子                                                                          |
| 監督              | 東伊里弥→有迫俊彦（東映）、太田賢司（テレビ朝日）、矢田晃一（東映エージエンシー） |
| 導演              | 五十嵐卓哉                                                                        |
| 製作擔當          | 堀川和政、松坂一光                                                                |
| 作畫監督          | 松下浩美等24人                                                                    |
| 系列構成          | 山口亮太                                                                          |
| 人物設計&作畫擔當 | 為我井克美                                                                        |
| 美術設定&美術擔當 | 椋尾篁、窪田忠雄 （椋尾篁生病後接棒）                                             |
| 美術相關          | 鹿野良行等6人                                                                     |
| 美術執行          | 田村晴夫、御園博                                                                  |
| 製作執行          | 本間修等10人                                                                      |
| 色彩設定          | 板坂泰江等5人                                                                     |
| 色彩上色          | 清村忠等9人                                                                       |
| 音樂              | 有澤孝紀                                                                          |
| 選曲              | 芽原万起子→水野さやか                                                             |
| 錄音              | 立花康夫、鈴木義和                                                                |
| 背景              | 椋尾篁、みにあ〜と                                                                |
| 效果              | 今野康之、赤平直樹、鶴田こずえ                                                    |
| 特效              | 山本公、岡島雄二、千葉豊                                                          |
| 攝影              | 三晃プロダクション、トランスアーツ                                                |
| 影像呈現          | 東映化學                                                                          |
| 演出              | 佐藤順一等13人                                                                    |
| 演出助手          | 五十嵐卓哉等8人                                                                   |
| 演助執行          | 宇田鋼之介等6人                                                                   |
| 紀錄              | 梶本みのり、小川真美子                                                            |
| 公關事務          | 森田兆基等6人                                                                     |
| 媒體相關          | VAP、スタジオポッケ、宮崎アニメーションスタジオ、スタジオ･マーサ                  |
| 動畫製作          | テレビ朝日、東映、東映エージエンシー                                              |

## 主題歌

### 日本
| 類別   | 歌曲                                                                           | 作詞       | 作曲     | 編曲     | 歌手       |
| ------ | ------------------------------------------------------------------------------ | ---------- | -------- | -------- | ---------- |
| 片頭曲 | 「 （页面存档备份，存于）（水手之星之歌）」                                    | 武内直子   | 荒木将器 | Ｈ∧Ｌ    | 花沢加絵   |
| 片尾曲 | 「風も空もきっと… （页面存档备份，存于）（微風與天空也一定...）」（第1－33話） | 上田知華   | 上田知華 | 小西貴雄 | 觀月亞里莎 |
| 片尾曲 | 「（月光傳說）」（第34話）                                                     | 小田佳奈子 | 小諸鐵也 | 林有三   |            |

### 香港
| 類別   | 歌曲                                | 填詞   | 作曲       | 主唱   |
| ------ | ----------------------------------- | ------ | ---------- | ------ |
| 主題曲 | 「星之旅程 （页面存档备份，存于）」 | 蘇詠思 | 荒木將器   | 許思行 |
| 片尾曲 | 「風中許願 （页面存档备份，存于）」 | 黃捷皓 | 作上田知華 | 許思行 |

## 各話列表
| 話數      | 日文標題 | 中文標題                           | 腳本     | 演出       | 作畫監督     | 美術     |
| --------- | -------- | ---------------------------------- | -------- | ---------- | ------------ | -------- |
| 167（1）  |          | 惡夢之花散落時！黑暗女王復活       | 山口亮太 | 五十嵐卓哉 | 爲我井克美   | 田尻健一 |
| 168（2）  |          | 土星覺醒！水手10戰士集合           | 吉村元希 | 小坂春女   | 清山滋崇     | 田尻健一 |
| 169（3）  |          | 詛咒的魔鏡！被惡夢困住的阿衛       | 吉村元希 | 佐々木憲世 | 伊東美奈子   | 大河内稔 |
| 170（4）  |          | 命運的一夜！美少女戰士的苦難       | 山口亮太 | 遠藤勇二   | 安藤正浩     | 橋本和幸 |
| 171（5）  |          | 因為愛！無止盡的魔界之戰           | 山口亮太 | 芝田浩樹   | 牛来隆行     | 田尻健一 |
| 172（6）  |          | 愛的月亮力量！惡夢終結時           | 山口亮太 | 佐藤順一   | 下笠美穂     | 田尻健一 |
| 173（7）  |          | 離別與相逢！命運之星的流轉         | 山口亮太 | 五十嵐卓哉 | 北野ヨシヒロ | 田尻健一 |
| 174（8）  |          | 吹進校園的風暴！轉學生是偶像       | 神戸一彦 | 小坂春女   | 伊東美奈子   | 田尻健一 |
| 175（9）  |          | 以偶像為目標！美奈子的野心         | 前川淳   | 遠藤勇二   | 牛来隆行     | 橋本和幸 |
| 176（10） |          | 鬥士的真實身分！衝擊性的超級變身   | 山口亮太 | 佐々木憲世 | 下笠美穂     | 浅井和久 |
| 177（11） |          | 寄予星星的夢想與浪漫！大氣變身     | 神戸一彦 | 芝田浩樹   | 清山滋崇     | 田尻健一 |
| 178（12） |          | 露娜看到了？！偶像夜天真實的一面   | 山口亮太 | 小坂春女   | 北野ヨシヒロ | 田尻健一 |
| 179（13） |          | 敵人？盟友？星光三人組與美少女戰士 | 吉村元希 | 遠藤勇二   | 伊東美奈子   | 田尻健一 |
| 180（14） |          | 互相召喚的星之光芒！小遙等人參戰   | 前川淳   | 五十嵐卓哉 | 爲我井克美   | 橋本和幸 |
| 181（15） |          | 星野與小兔心跳加速的約會           | 神戸一彦 | 佐藤順一   | 下笠美穂     | 田尻健一 |
| 182（16） |          | 來自宇宙的侵略！海妖飛來           | 山口亮太 | 佐々木憲世 | 清山滋崇     | 浅井和久 |
| 183（17） |          | 亡靈的吶喊？！恐怖的露營怪人       | 神戸一彦 | 芝田浩樹   | 北野ヨシヒロ | 田尻健一 |
| 184（18） |          | 兩人獨處的夜晚！小兔的危機         | 山口亮太 | 小坂春女   | 伊東美奈子   | 中西英和 |
| 185（19） |          | 大氣絕唱！將相信之心寄予歌唱       | 前川淳   | 遠藤勇二   | 爲我井克美   | 田尻健一 |
| 186（20） |          | 小小的謎團！驚天動地大追蹤         | 吉村元希 | 細田雅弘   | 杉本道明     | 橋本和幸 |
| 187（21） |          | 閃爍星光的力量！小小變身           | 山口亮太 | 五十嵐卓哉 | 下笠美穂     | 田尻健一 |
| 188（22） |          | 恐怖的招待！小兔的夜間飛行         | 神戸一彦 | 佐々木憲世 | 清山滋崇     | 中西英和 |
| 189（23） |          | 使命與友情之間！水手服戰士的對立   | 吉村元希 | 小坂春女   | 伊東美奈子   | 浅井和久 |
| 190（24） |          | 逐漸明朗的真實！星野等人的過去     | 前川淳   | 芝田浩樹   | 爲我井克美   | 田尻健一 |
| 191（25） |          | 光之蝶飛舞時！新風浪的預感         | 山口亮太 | 細田雅弘   | 杉本道明     | 橋本和幸 |
| 192（26） |          | 朝夢想勇往直前！偶像美奈子誕生？！ | 神戸一彦 | 遠藤勇二   | 清山滋崇     | 中西英和 |
| 193（27） |          | 被奪走的銀水晶！火球公主現身       | 山口亮太 | 五十嵐卓哉 | 下笠美穂     | 浅井和久 |
| 194（28） |          | 銀河聖戰 水手大戰傳說              | 山口亮太 | 佐々木憲世 | 北野ヨシヒロ | 浅井和久 |
| 195（29） |          | 火球公主消失！凱拉克西雅降臨       | 神戸一彦 | 細田雅弘   | 杉本道明     | 中西英和 |
| 196（30） |          | 銀河毀滅之時！水手服戰士最後的戰役 | 吉村元希 | 小坂春女   | 伊東美奈子   | 浅井和久 |
| 197（31） |          | 銀河的統治者！凱拉克西雅的威脅     | 山口亮太 | 芝田浩樹   | 清山滋崇     | 橋本和幸 |
| 198（32） |          | 逐漸消失的群星！天王星等人的死期   | 前川淳   | 佐藤順一   | 北野ヨシヒロ | 鹿野良行 |
| 199（33） |          | 希望之光！攸關銀河的最終決戰       | 山口亮太 | 細田雅弘   | 杉本道明     | 浅井和久 |
| 200（34） |          | 小兔的愛！月光照亮銀河             | 山口亮太 | 五十嵐卓哉 | 爲我井克美   | 橋本和幸 |